# Euchrysops barkeri
Barker’s Smoky Blue or Barker's Cupid (Euchrysops barkeri) là một loài bướm ngày thuộc họ Bướm xanh. Nó được tìm thấy ở Nam Phi, Zimbabwe, Mozambique và from Sierra Leone to Tanzania. In South Africa it is found from the East Cape along the KwaZulu-Natal coast và in the Limpopo Province.
Sải cánh dài 26–32 mm đối với con đực và 27–33 mm đối với con cái. Con trưởng thành bay quanh năm, but are most common from tháng 11 đến tháng 7 in South Africa.
Ấu trùng ăn Crotolaria và Rhynchosia species và Vigna unguiculata.